# Evangelium
 "Evangelist" omdirigeres hertil. For andre betydninger af Evangelist, se Evangelist (flertydig).
Evangelium betyder "godt budskab" (af græsk "euangelion" (εὐαγγέλιον)) – som regel det kristne.
Bruges også om et skrift, der rummer dette budskab; dels de fire kanoniske evangelier, og dels apokryfe skrifter som Thomasevangeliet.
I Det Nye Testamente findes der fire evangelier; de er anonyme, men tilskrives traditionelt henholdsvis Matthæus, Markus, Lukas og Johannes. De tre første kaldes for de synoptiske evangelier, fordi de i stof, ordlyd og komposition ligger tæt på hinanden. I Paulus' breve bruges ordet evangelium dog ikke om særlige levnedsbeskrivelser af Jesus, men derimod om det kristne budskab, som f.eks. i Romerbrevet 1,16, hvor Paulus skriver: "For jeg skammer mig ikke ved evangeliet; det er Guds kraft til frelse for enhver, som tror, både for jøde, først, og for græker."

## De fire symboler
I kirkekunsten symboliseres evangelierne (efter en tolkning hos kirkefaderen Irenæus) af fire keruber beskrevet af profeten Ezekiel (1,5f og 10,14) ved fire vingede skikkelser: Henholdsvis et menneske (ikke en engel!), en løve, en okse og en ørn. I kerubernes ansigter så Irenæus Kristi natur og gerning udtrykt. Løven henviste til Jesu styrke og majestæt, tyren til hans offerdød (eftersom Mithras-kulten med sit tyreoffer på det tidspunkt nød stor udbredelse i Romerriget), menneskeansigtet til inkarnationen og ørnen til "åndens nedflyvende nåde over kirken". Løven blev knyttet til Johannes, tyren til Lukas, mennesket til Matthæus og ørnen til Markus. Hieronymus foretrak imidlertid at knytte løven til Markus (og dermed senere til Venedig) og ørnen til Johannes, i stedet for omvendt, og sådan blev det. 
Efter hvad vi ved, var Irenæus også den første til at udpege Nytestamentets fire evangelier som "kanoniske" samtidigt med, at han beskrev resten som "fyldt af blasfemi". På hans tid cirkulerede dusinvis af evangelier i de kristne menigheder, også i hans egen græsktalende indvandrer-menighed i Gallien, men Irenæus insisterede på, at kun de fire var "autentiske". Hans begrundelse var, at ligesom der kun eksisterer fire verdenshjørner, fire vindretninger og fire søjler til at holde himlen oppe, kan der kun være fire evangelier. Disse, påstod han, var skrevet af Jesu egne apostle (Matthæus og Johannes) eller deres følgesvende (Markus, Peters discipel, og Lukas, Paulus' discipel). 

## Etymologi
Ordet ευαγγέλιον, euangelion (eu- "god", -angelion "nyhed") hørte i antikken til den politiske sprogbrug og betød en bekendtgørelse af en god og glædelige nyhed for samfundet. I Paulus' breve bruges ordet som betegnelse både for trosindholdet om Jesus, det vil sige "det gode budskab om Jesus, som Herre og frelser", og for forkyndelsens aktivitet, det vil sige "udbredelse af det gode budskab".
Markusevangeliet indledes med ordene: Begyndelsen på evangeliet om Jesus Kristus, Guds søn. Dermed fik ordet "evangelium" også betydningen "en skriftlig fremstilling af Jesu liv".

## Evangeliegenren
Ordet evangelium bruges altså også om den bestemte genre, der skildrer Jesus. Mens de nytestamentelige breve indeholder formaninger og teologiske udredninger om Jesus som en guddommelig person, der frelser, så ligger vægten i evangeliegenren på Jesus' liv på jorden, hans død og opstandelse.

### Bios-genren
Der er i dag udbredt enighed om, at evangelie-genrens form følger den antikke biografiske genre, som fagligt betegnes "bios-genren" (gr. βίος). Denne genre handlede primært om personens offentlige liv, og bogen skulle sikre den rette overlevering og forståelse af grundlæggerens lære og sikre imod misforståelser og afvigelser. Genren sigtede ikke på fremstille en personudvikling (modsat moderne biografier), men skulle give et indtryk af personlighedens uforanderlige væsen. Netop fordi evangelierne ikke ligner moderne biografier, blev teorien om evangelierne som biografi forkastet i det meste af 1900-tallet. Siden har forskningen i antikke biografier ført til, at evangelierne regnes for at høre inden for denne genres konventioner. I dag ses evangelierne således som underkategori af den antikke biografi.

### Indholdsorienteret
At netop bios-genren blev valgt af forfatterne, siger noget om evangeliernes formål. For hvor brevene blev skrevet til en specifik kirke i særlige anledninger og dermed er læser-orienteret, så er evangelierne indholdsorienteret eller snarere personorienteret, da formålet i bios-genren er det liv (bios) (i dette tilfælde personen Jesus), der skildres.

## Kanoniske evangelier
- Matthæusevangeliet
- Markusevangeliet
- Lukasevangeliet
- Johannesevangeliet

## Apokryfe evangelier (et udvalg)
- Bartholomæusevangeliet
- Filipsevangeliet
- Frelserens Dialog
- Jakobsapokryfen
- Jakobs Forevangelium
- Johannesapokryfen
- Johannesevangeliet (apokryf)
- Judasevangeliet
- Mariaevangeliet
- Nikodemusevangeliet
- Paulusakterne
- Pauluslitteratur
- Paulus' Åbenbaring
- Petersakter
- Petersevangeliet
- Peters Åbenbaring
- Pilatusakter
- Pistis Sophia
- Sandhedens Evangelium
- Testamente, De tolv patriarkers
- Thomas' Barndomsevangelium
- Thomasevangeliet